# La Sombra (personaje ficticio)
La Sombra es un personaje ficticio creado por la editorial de revistas estadounidense Street & Smith y el escritor y mago profesional Walter B. Gibson. Creado inicialmente para ser un misterioso narrador de un programa radial, y desarrollado en un personaje literario distinto en 1931 por el escrito Walter B. Gibson, La Sombra ha sido llevado luego a la novela, el cómic y el cine, entre otros medios. La radionovela de La Sombra incluye episodios narrados por Orson Welles. Se trata de un justiciero misterioso, oculto tras un sombrero de ala ancha, un largo abrigo y una especie de bufanda de color rojo, que cubre parte de su rostro. Combate el crimen en la penumbra, armado con dos pistolas y poderes mentales. Anuncia su presencia con una risa siniestra. Su alter ego es el sofisticado millonario Lamont Cranston, aunque también protege su identidad secreta con otras dos apariencias: el aviador Kent Allard, y Fritz, un conserje de una comisaría de policía. En este modo de sostener una doble personalidad, el personaje se asemeja a otras figuras como Batman y El Zorro.
La Sombra debutó el 31 de julio de 1930 como el misterioso narrador del programa radial Detective Story Hour, que fue creado para aumentar las ventas de la revista de pulp mensual del editorial Street & Smith Detective Story Magazine. Cuando los oyentes del programa empezaron a preguntar en los puestos de revistas por copias de «esa revista de detectives de La Sombra», la Street & Smith lanzó una revista basada en el personaje, y contrató a Gibson para que creara un concepto que se ajustara al nombre y voz y para que escribiera una historia en la que apareciera. El primer número de la serie de pulp The Shadow Magazine salió a la venta el 1 de abril de 1931.
El 26 de septiembre de 1937, The Shadow, una nueva radionovela basada en el personaje como había sido creado por Gibson para la revista pulp, se estrenó con la historia «The Death House Rescue» (El rescate de la casa de la muerte), en la que se caracterizó a la Sombra diciendo que tenía «el poder hipnótico de nublar las mentes de los hombres para que no lo puedan ver». En las historias de la revista, La Sombra no se volvía literalmente invisible.
La frase introductoria de la adaptación radial de La Sombra – «Who knows what evil lurks in the hearts of men? The Shadow knows!» (¿Quién conoce el mal que acecha en el corazón de los hombres? ¡La Sombra lo sabe!) – narrada por el actor Frank Readick, se convirtió en una frase idiomática en los EE. UU. Estas palabras iban acompañadas de una risa ominosa y un fondo musical, Le Rouet d'Omphale de Camille Saint-Saëns (compuesta en 1872).
Al final de cada episodio, La Sombra le recordaba a los oyentes que «¡La mala hierba del crimen da frutos amargos! El crimen no paga... ¡La Sombra lo sabe!»
Algunos episodios tempranos usaban la frase alternative, «¡Si siembras el mal, cosecharás el mal! El crimen no paga... ¡La Sombra lo sabe!»

## Desarrollo del personaje
El personaje de La Sombra y su apariencia evolucionaron gradualmente a lo largo de su extensa existencia ficticia:
Como aparecía en las revistas pulp, la Sombra llevaba un sombrero negro de ala ancha y una capa negra y carmesí en su interior con el cuello levantado sobre un traje negro estándar. En los cómics de la década de 1940, en la serie de cómics posterior y en la película de 1994 protagonizada por Alec Baldwin, llevaba el sombrero negro o un fedora negro de ala ancha y una bufanda carmesí justo debajo de la nariz y sobre la boca y la barbilla. Tanto la capa como la bufanda cubrían una gabardina negra de doble botonadura o un traje negro normal. Como se ve en algunas de las series de cómics posteriores, La Sombra también ha llevado su sombrero y bufanda con un abrigo o capa negra de Inverness.
En la radionovela que se estrenó en 1937, La Sombra no llevaba traje porque es invisible cuando actúa como justiciero, una característica nacida de la necesidad: Las limitaciones de tiempo en la radio de los años 30 hacían difícil explicar a los oyentes dónde se escondía La Sombra y cómo permanecía oculto a los criminales hasta que estaba listo para atacar, por lo que se dotó al personaje de invisibilidad, lo que significaba que los criminales (al igual que la audiencia de la radio) solo lo conocían por su inquietante voz. Los actores utilizaban su voz normal cuando el héroe estaba en su identidad civil de Lamont Cranston y se añadían efectos cuando se volvía invisible y actuaba como La Sombra, su voz adquiriendo entonces una cualidad siniestra y aparentemente omnipresente. Para explicar este poder, los episodios radiofónicos decían regularmente que, cuando era joven, La Sombra viajó por todo el mundo y luego por Oriente, donde aprendió a leer los pensamientos y se convirtió en un maestro del hipnotismo, lo que le otorgó «el misterioso poder de nublar las mentes de los hombres, para que no pudieran verle». En el episodio «Las campanas del templo de Neban» (1937), La Sombra dijo que desarrolló estas habilidades en la India específicamente, bajo la guía de un «sacerdote yogui» que era «guardián del templo de las cobras» en Delhi. No lleva máscara ni ningún disfraz mientras es invisible, por lo que en episodios como «Las campanas del templo de Neban» (1937) se muestra cauteloso cuando se encuentra con un enemigo que podría interrumpir sus habilidades hipnóticas, exponiendo su verdadero rostro y convirtiéndolo instantáneamente en un objetivo visible para el ataque.

## Habilidades
La Sombra cuenta con diversos poderes psíquicos, los cuales le fueron enseñados por los monjes tibetanos, gracias a los cuales dejó de ser el gánster Yinko, y halló la redención poniéndose al servicio del bien.
Su principal poder es la umbrakinesis, una habilidad psíquica que le permite manipular las sombras, y hasta usar la suya propia para fundirse con ella. De esta habilidad toma su nombre. Esa habilidad también le permite nublar las mentes y los pensamientos de los hombres con maldad en sus corazones, lo que ocasiona que sea invisible a los ojos de sus oponentes.
También posee dominio en menor medida sobre otras habilidades psíquicas, como la Telepatía y la Telekinesis, las cuales también usa con frecuencia.

## Historia

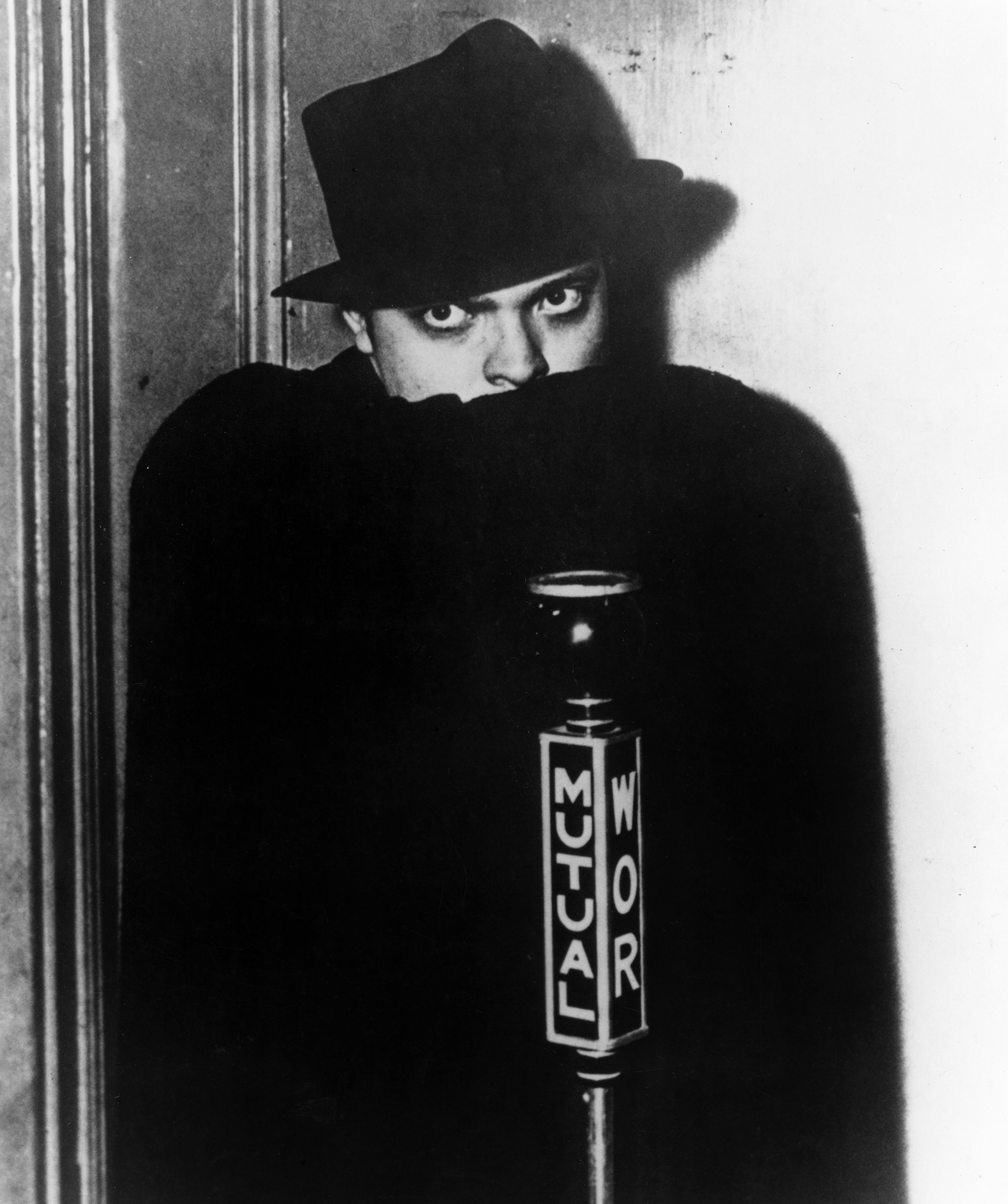
Orson Welles fue la voz de La Sombra en Mutual Broadcasting System de septiembre de 1937 hasta octubre de 1938.

La primera aparición de La Sombra tuvo lugar durante el verano de 1930, en un serial de radio titulado The Detective Story Magazine Hour, que patrocinaba la editorial Street & Smith. Dado el éxito del proyecto, fue contratado el novelista Walter B. Gibson para que realizase un folletín literario protagonizado por el personaje. Para ello Gibson adoptó el seudónimo de Maxwell Grant, y con ese nombre publicó una larga serie de novelas. En 1937 se lanzó un nuevo serial radiofónico, y para ello se encomendó la interpretación de La Sombra a Orson Welles.
El ilustrador Vernon Greene dibujó los cómics de La Sombra desde 1940 hasta 1942. A partir de entonces, han llevado a cabo las historietas del personaje autores como Al Bare, Jack Binder, William A. Smith, Frank Robbins, Howard Chaykin, Mike Kaluta y Bill Sienkewicz.
A lo largo de toda la historia del personaje, se le ha caracterizado por el uso del eslogan: "Who knows what evil lurks in the hearts of men? The Shadow Knows!" (en inglés: ¿Quién sabe que mal oculta los corazones de los hombres? ¡La Sombra lo sabe!). Así mismo, otra característica de la personalidad del personaje es reírse al momento de aparecer en un lugar y/o desaparecer, de la misma manera utiliza eso para intimidar o a veces asustar a sus enemigos antes de comenzar un combate físico.

## Biografía Ficticia del Personaje
El personaje y el aspecto de La Sombra evolucionaron gradualmente sobre su larga existencia ficticia: Como se muestra en las historietas y novelas pulp, La Sombra usaba un sombrero negro de ala ancha y un manto negro, de color rojo carmesí, con un cuello hacia arriba sobre un traje negro estándar. En la década de 1940, en los cómics, en la serie de cómics posteriores y en la película de 1994 protagonizada por Alec Baldwin, llevaba el sombrero negro o un sombrero negro de ala ancha y una bufanda carmesí justo debajo de su nariz ya través de su boca y barbilla. Tanto la capa como la bufanda cubrían una trinchera negra o un traje negro regular. Como se ve en algunas de las series de cómics posteriores, La Sombra también usaría su sombrero y su bufanda con una chaqueta negra de Inverness o una capa de Inverness.
En el drama de la radio, que debutó en 1937, La Sombra era un vengador invisible que había aprendido, mientras viajaba por el este de Asia, "el misterioso poder de nublar la mente de los hombres, para que no pudieran verlo". Esta característica del personaje nació por necesidad: las limitaciones de tiempo de la radio de los años 30 hacían difícil explicar a los oyentes donde La Sombra se escondía y cómo se mantenía oculto. Así, al personaje se le dio el poder de escapar de la vista humana. Se añadieron efectos de voz para sugerir la aparente omnipresencia del personaje. Para explicar este poder, se le describió como un maestro del hipnotismo, como se afirma explícitamente en varios episodios de radio.

### Novelas e Historietas
En el mundo de historias impresas, tanto en historietas como novela, el nombre real de La Sombra es Kent Allard, y él era un aviador famoso que luchó para los franceses durante la Primera Guerra Mundial. Él se hizo conocido por el alias El Águila Negra (que en chino mandarín significaba Ying-Ko, alias que después usaría durante su estadía en el este de Asia). Sin embargo, después de la guerra, Allard encuentra un nuevo desafío en la guerra contra los criminales. Allard falsifica su muerte en las selvas sudamericanas, luego regresa a los Estados Unidos. Llegando a Nueva York, adopta numerosas identidades para ocultar su existencia, siendo Lamont Cranston una de esas identidades falsas.
Como Cranston, se hace pasar por un «joven rico en la ciudad». A pesar de que Lamont Cranston es un personaje separado con el que Allard intercambio su vida; Allard frecuentemente se disfraza de Cranston y adopta su identidad (mostrado en la novela The Shadow Laughs, 1931). Mientras el verdadero Cranston viaja por el mundo, Allard asume su identidad en Nueva York. En su primera reunión, Allard, como La Sombra, amenaza a Cranston, diciendo que él ha arreglado cambiar las firmas en varios documentos y otros medios que le permitirán asumir la identidad de Lamont Cranston completamente a menos que Cranston acepte permitir que Allard lo suplique cuando él está en el extranjero. Aunque alarmado al principio, Cranston se divierte por la ironía de la situación y está de acuerdo. Los dos hombres a veces se reúnen para personificarse mutuamente (ocurrido en la novela Crime on Miami, 1940). El disfraz funciona bien porque Allard y Cranston se parecen entre sí (novela Dictator of Crime, 1941). Finalmente, Cranston se cansaría de la farsa y junto a su «hijo clonado» comenzaría una cacería contra La Sombra y sus agentes, llegando a matar a varios en el proceso (historieta «Blood and Judgement», 1987).
Sus otros disfraces incluyen al empresario Henry Arnaud, que apareció por primera vez en The Black Master (1 de marzo de 1932), que reveló que, al igual que Cranston, existe un verdadero Henry Arnaud; El anciano Isaac Twambley, que apareció por primera vez en No Time For Murder; Y Fritz, que apareció por primera vez en The Living Shadow (abril de 1931); En este último disfraz, finge ser un viejo y lento conserje que trabaja en la oficina de la policía para escuchar conversaciones.
Durante la primera mitad del mandato de La Sombra en los pulps, su pasado y su identidad son ambiguos, supuestamente [palabras comadrejas], una decisión intencional por parte de Walter B. Gibson, desarrollador del personaje a quien se le reconoce como el creador del mismo. En The Living Shadow, un matón afirma haber visto el rostro de la Sombra, y pensó que vio «un pedazo de blanco que parecía un vendaje». En El Maestro Negro y La Sombra de la Sombra, los villanos ven el verdadero rostro de La Sombra y comentan que La Sombra es un hombre de muchos rostros sin rostro propio. No fue hasta el ejemplar de agosto de 1937, The Shadow Unmasks, que se reveló el verdadero nombre de La Sombra.
En el drama de la radio, la identidad secreta de Allard fue abandonada por razones de simplicidad. En la radio, La Sombra era solo Lamont Cranston; No tenía otros alias o disfraces. Para la película de 1994, la identidad de Allard fue desechada, dejándola solo como Cranston, quien fue presentado como un barbárico conquistador y traficante de Opio en el Tíbet, previa a su transición como La Sombra luego de haber aprendido sus habilidades de nublar la mente de las personas.
En las historietas de Dynamite Entertainment (The Shadow: Year One, 2015), Allard aparece como la identidad secreta de La Sombra, quien ha intercambiado su vida con Cranston, a pesar de que Margo Lane sabe del engaño de Allard, ella decide mantener silencio sobre la situación, a menudo ignorando el hecho de que sabe que él no es Lamont Cranston. En el crossover, Batman/The Shadow (publicado en 2017) se hace alusión a que La Sombra no tiene un rostro propio cuando se revela que él entreno a Bruce Wayne durante todos los años que este último viajó por el mundo previa a su transformación a Batman, bajo varios alias falsos (siendo uno de ellos Henry Ducard).

## Personajes secundarios
La Sombra cuenta con su propia red de agentes a lo largo del mundo, la mayoría concentrado en Nueva York. Entre ellos están.
- Harry Vincent: Es la mano derecha de La Sombra, lo conoció tras evitar que se suicidara y desde entonces trabaja para él.
- Moses "Moe" Shrevnitz (o Shrevvy para cortar): Es un conductor de taxi que hace las veces de chófer para La Sombra. Aparece en la película de 1994, interpretado por Peter Boyle
- Margo Lane: Una mujer de la alta sociedad, que sirve como los ojos y oídos de La Sombra. Margo es la única persona que ha estado ligada tanto a La Sombra como a Lamont Cranston. En la película de 1994, fue interpretada por Penelope Ann Miller, asimismo, se le concedieron poderes telepáticos, capaces de evitar la hipnosis de La Sombra, pero no son tan fuertes como los de Shiwan Khan.
- Clyde Burke: Es un reportero de noticias, a quien se le paga para que mantenga recopilado todo artículo relacionado con La Sombra.
- Burbank: Es un operador de radio que se encarga de buscar la información encontrada por agentes, y entregarla a La Sombra. Tuvo un cameo en la película, interpretado por Andre Gregory
- Clifford Marsland: Es un agente encubierto para operaciones relacionadas con la Mafia. Debido a que se le creyó culpable del asesinato de un jefe del Bajo mundo (el cual Clifford no cometió) se ha hecho una reputación para obtener con éxito la información de las misiones a las que se le asignan.
- Dr. Rupert Sayre: Es un psíquico, que actúa bajo órdenes de La Sombra, para mantener su bajo perfil ante los testigos que escapan de él.
- Slade Farrow: Es un agente que ayuda a La Sombra a conseguir la rehabilitación de algunos criminales.
- Miles Crofton: Es un agente que trabaja como piloto para La Sombra, en operaciones de exploración aérea.
- Myra Reldon: Es una agente que trabaja en el Barrio Chino, bajo el nombre de Ming Dawn
- Profesor Roy Tam: Es el compañero de Myra en el Barrio Chino. En la película, La Sombra lo salva de ser tirado al río por unos gánsteres, y lo convierte en su agente.
- Ralph Weston: Es el Comisario de Policía. Cree que Lamont Cranston es simplemente un playboy millonario, aunque reconoce que es un eficaz detective.
- Wainwright Barth: Es el tío de Lamont Cranston. Tras el retiro de Weston, se convierte en Comisario. Cree que su sobrino es solo un simple derrochador de dinero y tiempo.

### Personajes de Crossovers
La Sombra, al ser un héroe bastante popular en Estados Unidos, ha logrado tener crossovers con varios superhéroes del cómic estadounidense.
- Doc Savage: La Sombra y Doc Savage unieron fuerzas en un cómic publicado por Dark Horse Comics a mediados de los 90, en la que ambos héroes deben detener una pandemia creada por los nazis en la década de 1940. Después en la época de Dynamite, Doc Savage junto con La Sombra serían parte del cómic Justice, Inc. junto al personaje Vengador.
- Batman: La Sombra unió fuerzas con Batman en dos ocasiones, durante la estadía del personaje en DC Comics. La primera en 1973, en Batman Vol. 1, #253. En su primer Team Up, La Sombra ayuda a Batman a detener a unos ladrones de joyas. En el cómic, Batman admite haberse inspirado en el Modus Operandi de La Sombra para ejercer el manto del murciélago. Batman y La Sombra vuelven a cruzarse en 1974, en Batman Vol. 1, #259. En esa historia se explican los temores internos del Hombre Murciélago a las armas de fuego y los malos recuerdos que le traen. Así mismo en más de una ocasión se insinúa que La Sombra presencio el asesinato de Thomas y Martha Wayne. Esta última historia estuvo dedicada a la memoria de Bill Finger. En 2017, se crearon dos crossovers nuevos. El primero bajo la historia de Scott Snyder y el segundo por Steve Orlando.
- Ghost: En los 90, La Sombra tuvo otro cruce con un personaje de Dark Horse, está vez, la heroína Ghost. En el cómic, Lamont Cranston es despertado de un estado de criogenización, tras la destrucción de un templo sagrado en el Tíbet, lo que resultó con el secuestro de una tumba de jade (la debilidad de Ghost), a mediados de los 90. Todos sus aliados han muerto y ahora decide seguir usando el manto de La Sombra para la nueva década y siglo. La Sombra ayuda a Ghost a recuperar la tumba y de paso, rescatar a la hermana de esta última de los secuestradores. La Sombra desaparece tras el conflicto, aunque su risa en el último panel del cómic, indica que ha escapado y que ahora seguirá viviendo sus aventuras en la New Age.
- El Avispón Verde: Durante la estadía de cómics en Dynamite, La Sombra y el Avispón Verde tuvieron dos crossovers. El primero se llevó a cabo en la publicación Masks de 2012/2013, como una especie de Liga de la Justicia/Los Vengadores, que contaba solamente con personajes pulp luchando contra los crímenes del "Partido Justicia". La segunda se llevó a cabo en 2014 en el cómic "The Shadow/Green Hornet: Dark Nights", donde ambos héroes deben unirse para combatir a Shiwan Khan, quien obtuvo un arma para destruir la economía e industria de Estados Unidos, por lo que ambos héroes deben unirse para detenerle.
- Grendel: Durante su trabajo con La Sombra, el guionista y dibujante Matt Wagner diseño una historia sobre La Sombra y su propio personaje (Grendel) en la historia "Grendel Vs The Shadow" donde ambos personajes se verán enfrentados en un intento de saber cuál de los dos es el mejor en el trabajo de vigilante.

## Villanos
A pesar de que La Sombra se limita a perseguir gánsteres y criminales menores, también tiene villanos con historias y aspecto estrafalarios, típico de los superhéroes de esa época
- Shiwan Khan: Según él, el último descendiente de Genghis Khan. Alguna vez fue compañero de Lamont cuando estaban entrenando, aunque Khan tenía la fantasía de cumplir los sueños de sus antepasados, lo que lo condujo a una vida criminal, con delirios de grandeza y de conquista. Fue interpretado por John Lone en la película de 1994.
- Voodoo Master: Es un monje loco, que realiza crímenes y rituales relacionados al voodoo y la posesión de personas.
- El Príncipe del Mal: También llamado Señor Remordimiento. Es un jefe de la mafia, quien debido a su riqueza, es capaz de secuestrar o hasta desaparecer agentes de La Sombra, esperando destruirlo.
- La Mano: Un grupo de cinco delincuentes, que durante años trabajaron juntos en todo tipo de crímenes. Sus miembros, en inglés, tienen nombres de cada dedo de una mano: Pinkey (Meñique), Ring (Anular), Long (Largo), Pointer (Índice) y Thumb (Pulgar)
- Space Master: También llamado Profesor Solarus. Es un científico con un actuario criminal muy extenso. Tiene el poder para reducir cosas gracias a un rayo que invento.
- Devil Kyoti: Es un espía japonés, quien se empeña en la destrucción de Inglaterra y Estados Unidos durante la Segunda Guerra Mundial. Gracias a sus poderes hipnóticos, es capaz de lograr todo tipo de fechorías, incluyendo el poder de invisibilidad de La Sombra.
- Preston Mayrock, Jr: Es el hijo clonado de Lamont Cranston. Durante el cómic Shadows and Lights, se hizo pasar por Lamont, mientras este planeaba matar a todos los agentes de la organización, por quienes fue traicionado en la era de DC Comics del personaje.

## Inspiración a Otros Medios
Debido a su amplia trayectoria, el personaje de La Sombra ha inspirado a otros personajes a lo largo de la historia. Uno de los más conocidos es el superhéroe de DC Comics, Batman. Los crossovers hechos entre ambos personajes (En los años 70s y en la época actual) se ha dejado entrever como Batman ha tomado el ejemplo de La Sombra para impartir su justicia como vengador de la noche.
- En la serie Gotham en la primera temporada de la serie, aparece un justiciero en Gotham City llamado Balloonman, quien usando un sombrero y un pañuelo cubriéndole la nariz y la boca se asemeja mucho a la clásica fachada de La Sombra.
- En el episodio de Batman: La serie animada llamado Cuidado con el Fantasma Gris, un personaje de una serie de televisión que Bruce Wayne veía de pequeño se asemeja también a La Sombra (aunque con gafas en vez de bufanda). Al igual que con La Sombra en los cómics crossover, el personaje muestra haber sido "La inspiración" de Bruce para su lucha contra el crimen.
- En el cómic argentino, CyberSix, el aspecto de la protagonista del cómic también está inspirado en el héroe.
- En la serie de televisión chilena 31 minutos, el personaje de Patana hace una parodia de La Sombra, llamándose asimisma como La Sombra y portando una capa negra, a menudo actuando de detective.
- En la serie de televisión Pinky y Cerebro en el episodio "Pinky y la Niebla" se hace una referencia a la época de la radionovela, donde el ratón Cerebro se propone conquistar al mundo gracias a la "habilidad de nublar la mente de la gente". Cerebro también aparece portando la característica capa negra y sombrero del personaje.

## Adaptaciones Posteriores al Pulp y Radio

### Cortometrajes de Universal
En 1931, Universal Pictures creó una serie de seis cortos de cine basado en el programa de radio "Hora del Cuento: Detective Popular", narrado por La Sombra. El primer corto, un ladrón al Rescate, fue filmado en la ciudad de Nueva York y cuenta con la voz de La Sombra en la radio, Frank Readick. A partir del segundo corto, La casa del misterio, la serie fue producida en Hollywood sin la voz de Readick como La Sombra; que fue seguido por La Llegada del Circo y tres cortos adicionales al año siguiente con otros actores de voz que retratan La Sombra.

### El ataque de La Sombra
La película El Ataque de La Sombra (The Shadow Strikes), fue lanzado en 1937, protagonizada por Rod La Rocque en el papel principal. Lamont Cranston asume la identidad secreta de "La Sombra" con el fin de frustrar un intento de robo en la oficina de un abogado. Está película está en Dominio Público.

### Crimen internacional
La Rocque regresó al año siguiente, para protagonizar Crimen Internacional (International Crime), En esta versión, Lamont Cranston es un reportero y criminólogo amateur y el detective que usa el nombre de "La Sombra" como un truco de radio. Thomas Jackson interpretó al comisionado de Policía Weston, y Astrid Allwyn dio el papel de Phoebe Lane, la ayudante de Cranston.

### Serial
En 1940, Columbia Pictures produjo un serial de 15 capítulos de La Sombra. Fue protagonizado por Victor Jory, se estrenó en los cines en 1940. El villano de la serie, El Tigre Negro, es una mente criminal que sabotea las líneas de ferrocarril y las fábricas en los Estados Unidos. Lamont Cranston debe convertirse en su alter ego, La Sombra con el fin de desenmascarar al criminal y detener su diabólica cadena de crímenes. Como La Sombra, Lamont lleva sus característicos trajes de color negro, sombrero y capa, así como un pañuelo negro que ayuda a ocultar sus rasgos faciales.

### El regreso de La Sombra
Una serie de películas de bajo presupuesto hecha en 1946, por Monogram Pictures, como parte de un acuerdo de hacer una trilogía de La Sombra. Fue protagonizada por Kane Richmond y entre estas están: La Sombra: El Retorno, Detrás de La Máscara y La Señorita Perdida. Al igual que el serial, La Sombra usaba un traje completamente negro, pero el suyo era con bufanda en vez de pañuelo. A diferencia de otras versiones, está hace un poco más de enfoque en la comedia, presentando a los agentes de La Sombra como un alivio cómico a la trama.

### El vengador invisible
Es de hecho, el piloto de una serie de TV de La Sombra sin producir. Fue estrenada en 1958 y con un reestreno en 1962.

### La Sombra
En 1994 se estrenó la película de La Sombra en el boom de las adaptaciones de cómics en esa era. La película fue producida por Universal Pictures y protagonizada por Alec Baldwin. En la película, La Sombra debe combatir el inframundo de Nueva York, tras redimirse de sus crímenes como emperador de la comercialización de Opio en el Tíbet. Sin embargo, Shiwan Khan, el último descendiente de Genghis Khan, con la ayuda de Reinhardt Lane, padre de Margo, quien estando hipnotizado por Khan, planea destruir la Gran Manzana con una bomba atómica armada a una esfera de berilio, dependiendo de La Sombra y Margo Lane el deber de detenerlos.
La película fue un fracaso de crítica y taquilla, mayoritariamente por sus huecos argumentales, efectos especiales que trataban de emular el cine de la década de los 30 y su fracaso en la taquilla, se debió a la competencia con otros filmes de ese verano (mayoritariamente El Rey León). Dark Horse Comics público una adaptación al cómic de la película.

### Reboot sin producir de Sam Raimi
El director Sam Raimi, conocido por su trabajo en la saga Evil Dead y la trilogía de Spider-Man, había intentado adaptar a La Sombra en los años 80s y sus esfuerzos vanos le llevaron a crear al superhéroe Darkman
Tras el éxito cosechado por las primeras dos películas de Spiderman, en 2006, Raimi y Michael E. Uslan obtuvieron un acuerdo con Columbia Pictures para producir un reboot de La Sombra. Aunque la recepción de la crítica hacía Spider-Man 3 hizo que Columbia mostrará poco interés en la película, sobre todo con Raimi dirigiéndola. En octubre de ese año, Raimi declaró que pondría todo su esfuerzo en la creación de la película, sin embargo, Columbia prefirió que Raimi continuará solo con Spiderman antes de dejarle poner las manos en otro superhéroe.
Tras varios años, finalmente en 2012, durante la Comic Con de San Diego, Raimi declaró que debido a que ningún guion lo complació, menos a los estudios, y que esto hizo que el proyecto se cayera, sin posibilidad próxima de poder hacer la película según lo planeado.